# Elaphoglossum polypodium
Elaphoglossum polypodium är en träjonväxtart som beskrevs av A. Rojas. Elaphoglossum polypodium ingår i släktet Elaphoglossum och familjen Dryopteridaceae. Inga underarter finns listade.